# Hippopotamyrus paugyi
Hippopotamyrus paugyi es una especie de pez elefante eléctrico perteneciente al género Hippopotamyrus en la familia Mormyridae presente en varias cuencas hidrográficas de África, entre ellas los ríos Fatala y Saint Paul y algunos afluentes del Atlántico guineano. Es nativa de Guinea, Liberia y  Sierra Leona; y puede alcanzar un tamaño aproximado de 25,0 cm.

## Estado de conservación
Respecto al estado de conservación, se puede indicar que de acuerdo a la IUCN, esta especie puede catalogarse en la categoría «Preocupación menor (LC)».